# Kalanchoe wildii
Kalanchoe wildii ist eine Pflanzenart der Gattung Kalanchoe in der Familie der Dickblattgewächse (Crassulaceae).

## Beschreibung

### Vegetative Merkmale
Kalanchoe wildii ist eine zweijährige, vollständig kahle, aber überall mit kalkig-weißem Puder bedeckte Pflanze, die Wuchshöhen von 30 bis 70 Zentimetern erreicht. Ihre in der Regel einfachen, kräftigen Triebe sind unten stielrund und oben undeutlich vierkantig. Die sitzenden Laubblätter sind zur Basis hin dichter angeordnet. Ihre verkehrt eiförmige bis länglich spatelige oder fast kreisrunde Blattspreite ist 2 bis 10,5 Zentimeter lang und 1,7 bis 4 Zentimeter breit. Ihre Spitze ist gerundet, die Basis stängelumfassend und am Trieb herablaufend. Der Blattrand ist ganzrandig.

### Generative Merkmale
Der Blütenstand besteht aus mehr oder weniger dichten Ähren oder Rispen und ist 7 bis 26 Zentimeter lang. Die aufrechten Blüten stehen an bis zu 10 Millimeter langen Blütenstielen. Ihre fleischige Kelchröhre ist 1 bis 1,5 Millimeter lang. Die eiförmigen bis elliptischen, stumpfen bis leicht zugespitzten Kelchzipfel sind 4 bis 5 Millimeter lang und 3 bis 3,5 Millimeter breit. Die Blütenkrone ist orangerosafarben oder gelb. Die urnenförmige, etwas vierkantige Kronröhre ist 7 bis 11 Millimeter lang. Ihre Kronzipfel sind länglich oder fast rechteckig, an der Spitze gerundet oder gestutzt und weisen eine Länge von 3 bis 5,5 Millimeter auf und sind 2,2 bis 2,7 Millimeter breit. Die Staubblätter sind nahe dem Schlund der Kronröhre angeheftet und ragen aus der Blüte heraus. Die fast kreisrunden Staubbeutel sind etwa 1 Millimeter lang. Die fast rechteckigen, ganzrandigen Nektarschüppchen weisen eine Länge von etwa 1,5 Millimeter auf und sind 2,6 Millimeter breit. Das Fruchtblatt wird etwa 7,5 Millimeter lang. Der Griffel ist 0,5 Millimeter lang oder bis fast fehlend.

## Systematik und Verbreitung
Kalanchoe wildii ist in Simbabwe auf Felsen verbreitet.
Die Erstbeschreibung durch Rosette Mercedes Saraiva Batarda Fernandes wurde 1978 veröffentlicht.

## Nachweise